# Xysticus bicuspis
Xysticus bicuspis är en spindelart som beskrevs av Eugen von Keyserling 1887. Xysticus bicuspis ingår i släktet Xysticus och familjen krabbspindlar. Inga underarter finns listade i Catalogue of Life.